# Verbivka, Krasîliv
Verbivka (în ucraineană Вербівка) este un sat în comuna Mala Klitna din raionul Krasîliv, regiunea Hmelnîțkîi, Ucraina.

## Demografie
Componența lingvistică a localității Verbivka
     Ucraineană (100%)
Conform recensământului din 2001, toată populația localității Verbivka era vorbitoare de ucraineană (100%).